# Султанат Джохор
Султанат Джохор (также Джохор-Риау, Джохорская империя) — государство, основанное в 1528 году Алауддином Риайятом Шахом II, сыном султана Малакки Махмуда Шаха Султана.
На момент своего наивысшего расцвета султанат контролировал территорию современного Джохора, Риау и территории, простиравшиеся от реки Кланг до территорий Линги, Танджун Туан, Муар, Бату Пахат, Сингапура, Пулау Тинги и других островов у восточного побережье Малаккского полуострова, острова Каримун, Бинтан, Булан, Линга, Бунгаран, Бенкалис, Кампар и Сиак на Суматре.
В эпоху колониальных завоеваний материковая часть султаната подпала под контроль британцев, а островная часть была захвачена нидерландцами.
В 1946 году британская часть султаната стала частью Малайского Союза. Два года спустя он присоединился к Малайской Федерации, а впоследствии вошёл в состав Федерации Малайзия в 1963 году. В 1949 году голландская часть стала частью Индонезии.

## Падение Малакки и становление султаната
В 1511 году столица Малаккского султаната пала перед португальцами, и султан Махмуд Шах был вынужден бежать из Малакки. Он сделал несколько попыток отвоевать столицу, но его усилия оказались безрезультатными. Португальцы заставили султана бежать в Паханг, позже он отплыл в Бинтан и основал там новую столицу. Закрепившись там, Махмуд Шах сплотил дезориентированные малайские силы и организовал несколько атак на португальцев.
Частые набеги на Малакку вызвали у португальцев серьезные трудности, и это побудило их уничтожить силы изгнанного султана. Был предпринят ряд попыток подавить малайцев, но только в 1526 году португальцы окончательно стерли с лица земли Бинтан. Затем султан отступил в Кампар на Суматре и умер два года спустя. Он оставил двух сыновей –Музаффар-шаха и Алауддина Риайят-шаха II.
Джохорский султанат был основан султаном Алауддином Риайят-шахом II (1528-1564), в 1528 году. Хотя ему и его преемникам пришлось бороться с атаками португальцев и правителей султаната Аче, им удалось сохранить целостность своего государства.

## Война трёх сторон
Новый султан основал новую столицу у реки Джохор и оттуда продолжал сражаться с португальцами на севере. Объединив силы с султанатом Перак, где правил его брат, он пытался вернуть Малакку, которая к этому времени была защищена португальским фортом Фамос.
В северной части Суматры примерно в тот же период султанат Ачех начал оказывать существенное влияние на Малаккский пролив. После попадания Малакки в руки христиан мусульманские торговцы часто миновали Малакку, отправляясь в Ачех или столицу султаната Джохор-Ламу (Кота-Бату). Поэтому Малакка и Ачех стали прямыми конкурентами.
И португальцы, и Джохор были конкурентами Аче. Его флот часто совершал рейды на обе стороны, чтобы усилить контроль над проливами.  Усиление влияния Аче побудило португальцев и Джохор подписать перемирие и начать борьбу с этим государством. Перемирие, однако, было недолгим, и когда Ачех ослабел, Джохор и португальцы продолжили противостояние. Во время правления султана Искандара Муда, Ачех напал на Джохор в 1613 году и 1615 году.

## Голландская Малакка
В начале XVII века голландцы достигли Юго-Восточной Азии. В то время голландцы воевали с португальцами и пошли на союз с Джохором. Два договора между Голландией и Джохором были подписаны в мае и сентябре 1606 года. Наконец, в 1641 году голландские и джохорские войска, возглавляемые Бендахарой Скудаи, победили португальцев. К тому времени, когда крепость в Малакке сдалась, население города уже было в значительной степени истреблено голодом и болезнями (чумой). В соответствии со статьей 1 соглашения с Джохором, ратифицированного в мае 1606 года, голландцы взяли под контроль город Малакку, а также некоторые прилегающие поселения. Малакка затем стала территорией, находящейся под контролем Голландской Ост-Индской компании и формально оставалась голландским владением до подписания англо-голландского договора 1824 года. Согласно соглашению с Джохором, заключенному в мае 1606 года, голландцы обязывались не иметь претензий на территории и не воевать с Джохором.

## Война с Джамби
С падением португальской Малакки в 1641 году и падением Ачеха из-за растущей мощи голландцев Джохор начал восстанавливать свою власть в Малаккском проливе во время правления султана Абдула Джалила Шаха III (1623–1677). Его влияние распространилось на Паханг, Сунгей Уджонг , Малакку, Кланг и архипелаг Риау. В конце XVI века султанат Джамби также стал региональным экономическим и политическим гегемоном на Суматре. Два государства планировали заключить союз путём династического брака между наследником Джохора Раджей Мудой и принцессой Джамби. Однако он женился на другой девушке, и альянс распался. Затем в 1666 году между Джохором и Джамби началась 13-летняя война. Война была катастрофической для Джохора, так как его столица, Бату Савар, была разграблена Джамби в 1673 году. Султан бежал в Паханг и умер через четыре года. Его преемник, султан Ибрагим (1677–1685), использовал помощь бугисов, чтобы победить Джамби. Джохор в конечном итоге одержал победу в 1679 году, но сам оказался ослаблен, так как бугисы отказались идти домой, а минангкабау на Суматре также начали увеличивать свое влияние.
После разграбления Бату Савара в 1673 году столицу Джохора часто перемещали, чтобы избежать угрозы нападения со стороны Джамби. На протяжении всей своей истории правители Джохора постоянно перемещали свой двор много раз, пытаясь удержать султанат в целостности. Джохор-лама (Кота-Бату) была первоначально основана Алауддином Риаятом Шахом II, но была разрушена ачехцами в 1564 году. Затем столицу переместили в Селуют, позднее обратно в Джохор-ламу во время правления Али Джаллы (1571–1597), которую опять разрушили португальцы в 1587 году, затем в Бату Савар и Линггу (тоже разрушена португальцами). За этим следует период вообще без определённой столицы (местами расположения двора были Танах Путех и Макам Таухид) во время правления султана Абдула Джалила Шаха III до того, как он перенес его в Бату Савар в 1640 году. После того, как Бату Савар был разграблен Джамби, столицами были Котту Тингги, Риау и Панкор.

## Золотой век
В XVII веке, когда Малакка перестала быть важным портом, Джохор стал доминирующей региональной державой. Политика голландцев в Малакке способствовала увеличению числа торговцев в Риау, порту, который контролировал Джохор. Масштабы торговли там намного превосходили таковые в Малакке. Голландская Ост-Индская компания была недовольна этим, но продолжала поддерживать альянс, потому что стабильность Джохора была важна для торговли в регионе.
Султан предоставил все средства, необходимые торговцам. Под покровительством джохорской элиты торговля процветала. Корабли прибывали со всей Юго-Восточной Азии – Камбоджи, Сиама, Вьетнама и Малайского архипелага. Вовлечён в торговлю был и Китай. Основным товаром в Риау были специи. Пошлины были низкими, и грузы можно было легко выгружать или хранить. Купцам не нужно было брать займы, чтобы наладить торговлю.
Как и Малакка до этого, Риау был также мусульманским духовным и научным центром. Многие ученые из традиционных мусульманских стран, таких как Северная Индия и Аравия, были размещены в специальных религиозных общежитиях, в то время как приверженцы суфизма могли расположиться в одном из многочисленных Тариков (Суфийских Братств), которые процветали в Риау. Во многих отношениях Риау удалось добиться процветания, подобного Малакке в старые времена. Оба стали процветающими благодаря торговле.

## Упадок
В 1722 году бугисский вождь Даинг Парани изгнал джохорского султана Абд ал-Джалила и возвел на престол сына его предшественника, получившего имя Сулайман Бадр ал-Алам-шах. Реальная власть в султанате сосредоточилась в руках семейства Даинг.
В 1755 году Сулайман заключил договор с голландцами, по которому они обязались возвратить ему владения, отнятые бугисами, а султан пообещал предоставить голландцам монопольные права на закупку олова и право беспошлинной торговли. Бугиссы были разгромлены голландцами и в январе 1758 года подписали соглашение о предоставлении Ост-Индской компании монополии на торговлю оловом.
В 1784 году голландцы заставили султана Махмуда Риайат-шаха подписать договор, объявлявший Риау военной добычей голландцев, которые передавали его султану и его вождям в качестве лена на определенных условиях. На Риау размещался голландский гарнизон, содержание которого оплачивалось султаном.
В 1795 году, после занятия Нидерландов революционной Францией, Джохор избавился от голландской зависимости, но превратился в удел джохорских теменгунгов (теменгунг — один из высших чиновников в малайских государствах, ведавший полицией и тюрьмами), а под властью султана остался лишь архипелаг Риау-Линга.
В 1818 году голландцы вновь установили свой контроль над Риау, после чего этот архипелаг окончательно превратился в отдельный султанат.
Наследником джохорского султана Махмуда считался его старший сын Хусайн, который обосновался на Сингапуре и 6 февраля 1819 года был провозглашен султаном этого острова и в тот же день подписал договор с Британской Ост-Индской компанией договор, разрешавший ей основать на Сингапуре факторию.
В 1824 году теменгунг Джохора Абд ал-Рахман подписал договор с Британской Ост-Индской компанией договор, по которому внешняя политика султаната перешла под её контроль.
В марте 1855 году между бессильным султаном Джохора Али и Ибрахимом, сыном теменгунга Абд ал-Рахмана, был подписан договор, по которому Али уступил все права на Джохор Ибрахиму и его наследникам.
В 1862 году султаном Джохора стал сын Ибрахима Абу Бакар, который находился в тесных сношениях с британцами. В 1895 году он ввел составленную британцами конституцию, по которой в Джохоре учреждался Совет министров и государственный совет.
В 1914 году для управления Джохором был назначен британский генеральный советник, и во главе всех ведомств Джохора встали британцы.